# 5.56 × 45 mm NATO
5.56 × 45 mm NATO, med NATO navnet STANAG 4172, er en standardiseret riffelammunition for militære styrker i NATO landene. Den er udviklet fra, men ikke identisk med .223 Remington ammunitionen. I Danmark bruges kaliberen i Gevær M/10, Gevær M/95 og Karabin M/96 samt LSV M/04.

## Historie
Den tidligere standard NATO ammunition var 7.62 × 51 mm NATO, der var udviklet fra .300 Savage ammunition og erstattede det amerikanske militærs tidligere .30-06 Springfield ammunition. Der var allerede ved udskiftningen kritik af, at 7.62 mm var for kraftig en kaliber til moderne stormgeværer på grund af den store rekyl, ammunitionen giver ved affyringen, og at patronens høje vægt gjorde det umuligt at medbringe tilstrækkelig ammunition til den store ildafgivelse, der er nødvendig i moderne krig.
Briterne havde omfattende erfaringer efter tests af mindre riffelkalibre og var i færd med at introducere en .280 (7mm) ammunition, som FN Herstal også var involveret i. USA gennemtrumfede dog sin vilje i NATO samarbejdet, og de øvrige NATO lande accepterede standardiseringen, der på det tidspunkt var vigtigere end at vælge en ideel ammunition. Problemerne med 7.62 mm som standardammunition førte dog med tiden til udviklingen af 5.56 mm ammunitionen.
I de sene 1950'ere begyndte Armalite og andre amerikanske våbenfabrikanter at udvikle deres egne ammunitionstyper på basis af .222 Remington patronen, i jagten på en kontrakt på en ny ammunitionstype til det amerikanske militær. Da det blev klart, at denne ammunition ikke kunne opnå tilstrækkelig hastighed og anslagskraft, bad Armalite Remington udvikle en lignende ammunition med et længere hylster. Dette blev .222 Remington Special. Samtidig havde Springfield Armorys designer Earle Harvey bedt Remington udvikle en endnu længere patron kendt som .224 Springfield. Springfield blev tvunget til at droppe ud af konkurrencen, og derfor blev .224 Springfield senere markedsført som en civil patron kendt som .222 Remington Magnum. For at forhindre forvirring mellem de konkurrerende .222 ammunitioner blev .222 Remington Special omdøbt til .223 Remington. Efter at have forsøgt sig med deres egen lette ammunition .224E1 Winchester, besluttede Winchester sig for at standardisere hylsterets dimensioner og ikke patronens overordnede længde og lavede .224E2 Winchester.
Da det amerikanske militær indførte Armalites AR-15 som M16 riflen i 1963, blev .223 Remington standardiseret som 5.56 × 45 mm. .223 Remington blev indført som en civil patron i 1964.
I 1970'erne enedes NATO-landene om at vælge en ny mindre kaliber til at erstatte 7.62 mm NATO. 5.56 mm var den foretrukne kandidat, men ikke med M193 Ball ladningen, som amerikanerne brugte. I stedet valgtes FN SS109 ladningen udviklet af FN Herstal. SS109 brugte et tungere projektil med en lavere mundingshastighed for bedre rækkevidde, specifikt fordi projektilet var i stand til at gennemtrænge en stålhjelm på 600 m. SS109 Projektilet har en hærdet stålspids under kobberkappen og bly i bagenden. Nogle mener, at denne ændring gjorde ammunitionen mindre dødbringende, fordi den fragmenterer mindre, når den rammer et mål. Den nye ammunition kan ikke bruges i en ældre model M16, da den kræver en anden stigning på riffelgangen (7 tommer/omgang).

## Effektivitet
5.56 × 45 mm NATO med SS109 ladning trænger på 380 – 500 m 40 – 50 cm ind i blødt væv under ideelle omstændigheder. Med en fart på 820 m/s vil den begyndte at dreje om sin egen akse og fragmentere. Fragmenterne spreder sig gennem vævet og giver større indre skader, end man skulle tro ud fra projektilets lille størrelse. Fragmentationseffekten er meget afhængig af projektilets hastighed. Kortløbede automatkarabiner giver mindre mundingshastighed, og derfor mister projektilerne deres effektivitet på kortere afstande end med langløbede rifler som f.eks. M16.
Der har været megen kritik af 5.56 NATOs effektivitet. Problemet viser sig typisk med karabiner som f.eks. M4 på afstande over 100 meter. Ved korte afstande er ammunitionen meget effektiv, og tendensen til at fragmentere mindsker risikoen for at ramme uskyldige bag målet. På længere afstande stopper projektilet med at fragmentere og giver meget mere begrænsede skader på målet. Flere alternative ammunitionstyper er blevet foreslået som afløsere for 5.56 mm NATO, blandt andet 6.5 Grendel og 6.8 SPC.
Det amerikanske SOCOM har fået udviklet et nyt 5,56mm projektil kaldet Mk 262 MOD 1, der har bedre effektivitet mod "bløde mål". Det er et Sierra 77-grain åben spids projektil, der monteres af Black Hills. Det har ingen hærdet stålspids. Præcisionen forbedres, fordi projektilets balance er bedre og spredningen derfor mindre. Projektilets effekt i målet nærmer sig 6,8mm SPC projektilets (The Small Arms Review vol.10, no.2 November 2006). Uden en stålspids er gennemslagskraften dog kun ca. 1/3 af den oprindelige.

## Sammenligning af 5.56 mm og 7.62 mm NATO
| Ammunition   | Hylsters størrelse | Projektilets vægt | Mundingshastighed | Anslagsenergi |
| ------------ | ------------------ | ----------------- | ----------------- | ------------- |
| 5.56 mm NATO | 5,56 × 45 mm       | 3,95–5,18 g       | 772–930 m/s       | 1.700–1.830 J |
| 7.62 mm NATO | 7,62 × 51 mm       | 9,33 g            | 838 m/s           | 3.275 J       |

## Rifler der bruger 5.56 × 45 mm NATO
Mange lande bruger ammunitionen i deres rifler, både NATO medlemmer og andre:
- Danmarks Gevær M/95, Karabin M/96 og LSV M/04.
- Argentinas FARA 83
- Østrigs Steyr AUG stormgevær
- Belgiens FN FNC stormgevær
- Brasiliens LAPA FA-03
- Storbritanniens SA80 og Sterling SAR-87
- Kinas QBZ-97
- Canadas Diemaco C7 og Diemaco C8
- Filippinernes MSSR finskytteriffel
- Frankrigs FAMAS
- Tysklands Heckler & Koch G36, HK33 og Rheinmetall RH-70
- Indiens INSAS
- Irans Khaybar KH2002
- Israels IMI Negev, Galil og Tavor TAR-21
- Italiens AR-70
- Japans Howa Type 89
- Mexicos FX-05 Xiuhcoatl
- Perus Fusil Automático Doble
- Ruslands AK-101, AK-102 og AK-108
- Singapores SAR-21
- Sydafrikas Vektor R4 og Vektor R5
- Sveriges Ak 5 der er bygget på belgiske FN FNC
- Schweiziske SIG 550
- Thailands Rung Paisarn RPS-001
- USAs M16, M4 og M249 SAW